# Santa Catarina (1603)
Die Santa Catarina war ein portugiesisches Handelsschiff.
Am 25. Februar 1603 wurde die Karacke in der Straße von Singapur von Schiffen der Niederländischen Ostindien-Kompanie aufgebracht. Die Karacke war etwa 1500 Tonnen schwer und hatte neben 650 Mann und 100 Frauen als Ladung chinesische Seide und Porzellan an Bord. Allein diese Seide brachte in den Niederlanden einen reinen Verkaufserlös von 2,2 Millionen Gulden und machte den Admiral Jacob van Heemskerk zu einem vermögenden Mann. Der Gesamtgewinn wird mit fast 34 Tonnen Gold und nach Abzug aller Verluste, Aufwendungen und anderer Ausgaben hat die Kompanie einen Gewinn von 450.000 Gulden, die Seeleute 123.380 Gulden und van Heemskerk 31.500 Gulden.
Ein zu diesem Fall in Auftrag gegebenes Rechtsgutachten war Anlass zu Hugo Grotius Schrift "De iure praedae".